# Elecciones presidenciales de Gambia de 2001
Las elecciones presidenciales se llevaron a cabo en Gambia el 18 de octubre de 2001. El resultado fue una victoria para el Presidente titular Yahya Jammeh, que obtuvo su reelección con un poco más del 50% de los votos, de una participación del 87% del electorado.

## Sistema electoral
El Presidente de Gambia es elegido en la primera ronda por pluralidad de votos para un mandato de cinco años.
En lugar de utilizar papeletas, las elecciones en Gambia se llevan a cabo usando canicas, como consecuencia del alto índice de analfabetismo del país, siendo Gambia el único país que utiliza ese método. Cada votante recibe una canica y la coloca en un tubo en la parte superior de un sellado tambor que corresponde al candidato favorito de ese votante. Los tambores de diferentes candidatos están pintadas de diferentes colores correspondientes a la afiliación a un partido del candidato, y una foto del candidato se colocará en su correspondiente tambor. El sistema tiene las ventajas de bajo costo y simplicidad, tanto para la comprensión de cómo votar y para el recuento de los resultados. Se ha comprobado que el método tiene un porcentaje de error muy bajo para las votaciones mal ubicados.

## Hechos violentos
La violencia preelectoral resultó en la muerte de un partidario de la oposición sin identificar que recibió un disparo de un policía, con varios heridos. El régimen de Jammeh también expulsó a un diplomático del Reino Unido del país que había asistido a una reunión de los partidos opositores.

## Resultados
| Candidato                          | Partido                                                                | Votos   | %     |
| ---------------------------------- | ---------------------------------------------------------------------- | ------- | ----- |
| Yahya Jammeh                       | Alianza para la Reorientación y la Construcción Patriótica             | 242.302 | 52.84 |
| Ousainou Darboe                    | Partido Democrático Unificado                                          | 149.448 | 32.59 |
| Hamat Bah                          | Partido de Reconciliación Nacional                                     | 35.671  | 7.78  |
| Sheriff Mustapha Dibba             | Partido Convención Nacional                                            | 17.271  | 3.77  |
| Sidia Jatta                        | Organización Democrática Popular para la Independencia y el Socialismo | 13.841  | 3.02  |
| Total                              | Total                                                                  | 458.533 | 100   |
| Votantes registrados/participación | Votantes registrados/participación                                     | 509.301 | 90.03 |
| Fuente: African Elections Database |                                                                        |         |       |